# Saint-Pardoux-l'Ortigier
Saint-Pardoux-l'Ortigier is een gemeente in het Franse departement Corrèze (regio Nouvelle-Aquitaine) en telt 404 inwoners (1999). De plaats maakt deel uit van het arrondissement Brive-la-Gaillarde.

## Geografie
De oppervlakte van Saint-Pardoux-l'Ortigier bedraagt 12,8 km², de bevolkingsdichtheid is 31,6 inwoners per km².
De onderstaande kaart toont de ligging van Saint-Pardoux-l'Ortigier met de belangrijkste infrastructuur en aangrenzende gemeenten.

## Demografie
Onderstaande figuur toont het verloop van het inwonertal (bron: INSEE-tellingen).